# Старий Костшинек
Старий Костшинек (пол. Stary Kostrzynek, нім. Altcüstrinchen) — село в Польщі, у гміні Цединя Грифінського повіту Західнопоморського воєводства.
Населення — 93 особи (2011).
У 1975-1998 роках село належало до Щецинського воєводства.

## Демографія
Демографічна структура станом на 31 березня 2011 року:
|          | Загалом | Допрацездатний вік | Працездатний вік | Постпрацездатний вік |
| -------- | ------- | ------------------ | ---------------- | -------------------- |
| Чоловіки | 49      | 8                  | 39               | 2                    |
| Жінки    | 44      | 5                  | 26               | 13                   |
| Разом    | 93      | 13                 | 65               | 15                   |